# SU(2)-Hauptfaserbündel
{\displaystyle \operatorname {SU} (2)}-Hauptfaserbündel (auch {\displaystyle \operatorname {Sp} (1)}-Hauptfaserbündel) sind im mathematischen Teilgebiet der Differentialgeometrie spezielle Hauptfaserbündel mit der zweiten speziellen unitären Gruppe {\displaystyle \operatorname {SU} (2)} (isomorph zur ersten symplektischen Gruppe {\displaystyle \operatorname {Sp} (1)}) als Strukturgruppe. Topologisch hat diese die Struktur der dreidimensionalen Sphäre, dadurch sind {\displaystyle \operatorname {SU} (2)}-Hauptfaserbündel insbesondere Sphärenbündel, jedoch mit einer zusätzlichen Gruppenwirkung.
{\displaystyle \operatorname {SU} (2)}-Hauptfaserbündel finden Anwendung in vielen Teilgebieten der Mathematik, etwa im mit der Fields-Medaille ausgezeichneten Beweis des Donaldson-Theorems oder der Instanton-Floer-Homologie. Da {\displaystyle \operatorname {SU} (2)} die Eichgruppe der schwachen Wechselwirkung ist, sind {\displaystyle \operatorname {SU} (2)}-Hauptfaserbündel auch in der theoretischen Physik von Bedeutung. Insbesondere können {\displaystyle \operatorname {SU} (2)}-Hauptfaserbündel über der vierdimensionalen Sphäre {\displaystyle S^{4}} (wozu die komplexe Hopf-Faserung gehört) zur Beschreibung hypothetischer magnetischer Monopole in fünf Dimensionen, genannt Wu-Yang-Monopole, verwendet werden, siehe auch vierdimensionale Yang-Mills-Theorie.

## Definition
{\displaystyle \operatorname {SU} (2)}-Hauptfaserbündel sind Verallgemeinerungen von kanonischen Projektionsabbildungen {\displaystyle B\times \operatorname {SU} (2)\twoheadrightarrow B} für topologische Räume {\displaystyle B}, nämlich sodass der Quellenraum nicht ein globales, sondern nur lokales Produkt ist. Konkret ist eine stetige Abbildung {\displaystyle p\colon E\twoheadrightarrow B} mit einer stetigen Rechtsgruppenwirkung {\displaystyle E\times \operatorname {SU} (2)\rightarrow E}, welche alle Urbilder einzelner Punkte erhält, also {\displaystyle p(eg)=p(e)} für alle {\displaystyle e\in E} und {\displaystyle g\in \operatorname {SU} (2)} erfüllt, sowie frei und transitiv auf allen Urbildern einzelner Punkte wirkt, also sodass diese alle jeweils homöomorph zu {\displaystyle \operatorname {SU} (2)} sind, ein {\displaystyle \operatorname {SU} (2)}-Hauptfaserbündel.
Da Hauptfaserbündel insbesondere Faserbündel sind, bei denen genau die Gruppenwirkung fehlt, können deren Benennungen übertragen werden, also wird {\displaystyle E} auch Totalraum und {\displaystyle B} auch Basisraum genannt. Urbilder einzelner Punkte sind dann die namensgebenden Fasern. Da {\displaystyle \operatorname {SU} (2)} insbesondere eine Lie-Gruppe ist, also insbesondere eine glatte Mannigfaltigkeit, wird für den Basisraum {\displaystyle B} oft auch eine glatte Mannigfaltigkeit gewählt, was den Totalraum {\displaystyle E} automatisch zu einer glatten Mannigfaltigkeit macht.

## Klassifikation
{\displaystyle \operatorname {SU} (2)}-Hauptfaserbündel können mithilfe des klassifizierenden Raumes {\displaystyle \operatorname {BSU} (2)} der zweiten speziellen unitären Gruppe {\displaystyle \operatorname {SU} (2)}, welcher genau der unendliche quaternionische projektive Raum {\displaystyle \mathbb {H} P^{\infty }} ist, vollständig klassifiziert werden. Für einen topologischen Raum {\displaystyle B} sei {\displaystyle \operatorname {Prin} _{\operatorname {SU} (2)}(B)} der Raum der Isomorphieklassen von {\displaystyle \operatorname {SU} (2)}-Hauptfaserbündeln, dann gibt es eine Bijektion mit Homotopieklassen:
{\displaystyle \operatorname {Prin} _{\operatorname {SU} (2)}(B)\cong [B,\operatorname {BSU} (2)]\cong [B,\mathbb {H} P^{\infty }].}
{\displaystyle \mathbb {H} P^{\infty }} ist ein Zellkomplex mit dem {\displaystyle n}-Skelett {\displaystyle \mathbb {H} P^{k}} für die größte natürliche Zahl {\displaystyle k\in \mathbb {N} } mit {\displaystyle 4k\leq n}. Für einen {\displaystyle n}-dimensionalen Zellkomplex {\displaystyle B} lässt sich nach dem zellulären Approximationssatz jede stetige Abbildung {\displaystyle B\rightarrow \mathbb {H} P^{\infty }} in eine zelluläre Abbildung homotopieren, welche insbesondere über die kanonsiche Inklusion {\displaystyle \mathbb {H} P^{k}\hookrightarrow \mathbb {H} P^{\infty }} faktorisiert. Entsprechend ist die induzierte Abbildung {\displaystyle [B,\mathbb {H} P^{k}]\rightarrow [B,\mathbb {H} P^{\infty }]} surjektiv, aber nicht unbedingt injektiv, da die höheren Zellen von {\displaystyle \mathbb {H} P^{\infty }} zusätzliche Homotopien erlauben. Insbesondere für maximal siebendimensionale Zellkomplexe {\displaystyle B} mit {\displaystyle k=1} ergibt sich dadurch mit {\displaystyle \mathbb {H} P^{1}\cong S^{4}} eine Verbindung zu Kohomotopiemengen mit einer surjektiven Abbildung:
{\displaystyle \pi ^{4}(B)\rightarrow \operatorname {Prin} _{\operatorname {SU} (2)}(B).}
Ist {\displaystyle B} eine 4-Mannigfaltigkeit gilt tatsächlich sogar Injektivität und dadurch Bijektivität, da sich alle Homotopien sich sogar in das {\displaystyle 5}-Skelett {\displaystyle S^{4}} von {\displaystyle \mathbb {H} P^{\infty }} verschieben lassen. Ist {\displaystyle B} eine 5-Mannigfaltigkeit gilt das nicht mehr aufgrund von möglicher Torsion in der Kohomologie.
{\displaystyle \mathbb {H} P^{\infty }} ist unter Rationalisierung der rationalisierte Eilenberg-MacLane-Raum {\displaystyle K(\mathbb {Z} ,4)_{\mathbb {Q} }}, aber selbst nicht der Eilenberg-MacLane-Raum {\displaystyle K(\mathbb {Z} ,4)}, mit welchem singuläre Kohomologie dargestellt wird, vergleiche mit dem Brownschen Darstellungssatz. Durch den Postnikov-Turm gibt es eine kanonische Abbldung {\displaystyle \mathbb {H} P^{\infty }\rightarrow K(\mathbb {Z} ,4)} und dadurch durch Nachkomposition eine kanonische Abbildung:
{\displaystyle \operatorname {Prin} _{\operatorname {SU} (2)}(B)\rightarrow H^{4}(B,\mathbb {Z} ).}
(Die Komposition {\displaystyle \pi ^{4}(B)\rightarrow H^{4}(B,\mathbb {Z} )} is die Hurewicz-Abbildung.) Eine entsprechende Abbildung wird durch die zweite Chern-Klasse beschrieben. Ist {\displaystyle B} wieder eine 4-Mannigfaltigkeit, ist die Klassifikation eindeutig. Zwar sind charakteristische Klassen für Vektorbündel definiert, können jedoch auch auf spezielle Hauptfaserbündel übertragen werden.

## Assoziertes Vektorbündel
Einem {\displaystyle \operatorname {SU} (2)}-Hauptfaserbündel {\displaystyle E\twoheadrightarrow B} kann über das balancierte Produkt ein komplexes Ebenenbündel {\displaystyle E\times _{\operatorname {SU} (2)}\mathbb {C} ^{2}\twoheadrightarrow B} zugeordnet werden. Anschaulich werden dabei die Sphären an jedem Punkt über die Inklusion {\displaystyle \operatorname {SU} (2)\subset \mathbb {C} ^{2}} aufgefüllt.
Da die Determinante von speziellen unitären Matrizen immer konstant ist, wird das Determinantenbündel dieses Vektorbündels durch eine konstante Abbildung klassifiziert und ist daher trivial. Da das Determinantenbündel zudem die erste Chern-Klasse erhält, ist diese immer trivial. Dadurch wird das Vektorbündel nur durch die zweite Chern-Klasse {\displaystyle c_{2}\colon \operatorname {Vect} _{\mathbb {C} }(B)\rightarrow H^{4}(B,\mathbb {Z} )} beschrieben.
Mit der kanonischen Inklusion {\displaystyle \operatorname {U} (1)\hookrightarrow \operatorname {SU} (2),z\mapsto \operatorname {diag} (z,z^{-1})} lässt sich jedem {\displaystyle \operatorname {U} (1)}-Hauptfaserbündel {\displaystyle E\twoheadrightarrow B} ein {\displaystyle \operatorname {SU} (2)}-Hauptfaserbündel {\displaystyle {\widehat {E}}\twoheadrightarrow B} zuordnen. Ist {\displaystyle L=E\times _{\operatorname {U} (1)}\mathbb {C} } das assoziierte komplexe Geradenbündel von {\displaystyle E}, dann ist {\displaystyle L\oplus L^{-1}={\widehat {E}}\times _{\operatorname {SU} (2)}\mathbb {C} ^{2}} das assoziierte komplexe Ebenenbündel von {\displaystyle {\widehat {E}}}, genau wie von der kanonischen Inklusion beschrieben. Dabei sind die Chern-Klassen von {\displaystyle {\widehat {E}}} gegeben durch:
{\displaystyle c_{1}({\widehat {E}})=c_{1}(L\oplus L^{-1})=c_{1}(L)+c_{1}(L^{-1})=0;}
{\displaystyle c_{2}({\widehat {E}})=c_{2}(L\oplus L^{-1})=c_{2}(L)+c_{2}(L^{-1})+c_{1}(L)c_{1}(L^{-1})=-c_{1}(L)^{2}=-c_{1}(E)^{2}.}
Ist {\displaystyle E\twoheadrightarrow B} ein {\displaystyle \operatorname {SU} (2)}-Hauptfaserbündel über einem Zellkomplex {\displaystyle B} mit {\displaystyle c_{1}(F)=0} und {\displaystyle c_{2}(F)=-c^{2}} für eine singuläre Kohomologieklasse {\displaystyle c\in H^{2}(B,\mathbb {Z} )}, dann existiert ein {\displaystyle \operatorname {U} (1)}-Hauptfaserbündel {\displaystyle E\twoheadrightarrow B} mit {\displaystyle c_{1}(E)=c} , da die erste Chern-Klasse von {\displaystyle \operatorname {U} (1)}-Hauptfaserbündeln über Zellkomplexen ein Isomorphismus ist. Daher haben {\displaystyle {\widehat {E}}} und {\displaystyle F} identische Chern-Klassen. Ist {\displaystyle B} eine 4-Mannigfaltigkeit sind die beiden {\displaystyle \operatorname {SU} (2)}-Hauptfaserbündel daher isomorph aufgrund der eindeutigen Klassifikation durch die zweite Chern-Klasse.

## Adjungiertes Vektorbündel
Für das assoziierte Vektorbündel ist notwendig, dass {\displaystyle \operatorname {SU} (2)} eine Matrix-Lie-Gruppe ist. Daneben gibt es noch das adjungierte Vektorbündel, für welches das nicht notwendig ist, da die immer existierende adjungierte Darstellung {\displaystyle \operatorname {Ad} \colon \operatorname {SU} (2)\rightarrow \operatorname {Aut} ({\mathfrak {su}}(2))\cong \operatorname {SL} _{3}(\mathbb {R} )} mit induzierter Abbildung {\displaystyle {\mathcal {B}}\operatorname {Ad} \colon \operatorname {BSU} (2)\rightarrow \operatorname {BSL} _{3}(\mathbb {R} )\cong \operatorname {BSO} (3)} verwendet wird. Tatsächlich ist die adjungierte Darstellung sogar die doppelte Überlagerung {\displaystyle \operatorname {SU} (2)\cong \operatorname {Spin} (3)\rightarrow \operatorname {SO} (3)}. Für ein {\displaystyle \operatorname {SU} (2)}-Hauptfaserbündel {\displaystyle E\twoheadrightarrow B} mit klassifizierender Abbildung {\displaystyle f\colon B\rightarrow \operatorname {BSU} (2)} mit {\displaystyle E\cong f^{*}\operatorname {ESU} (2)} ist das adjungierte Vektorbündel gegeben durch:
{\displaystyle \operatorname {Ad} (E):=E\times _{\operatorname {SU} (2)}{\mathfrak {su}}(2)=({\mathcal {B}}\operatorname {Ad} \circ f)^{*}\gamma _{\mathbb {R} }^{3}}
Da es wie gerade beschrieben eine Spin-Struktur hat, verschwinden dessen erste und zweite Stiefel-Whitney-Klasse. Die erste Pontrjagin-Klasse ist gegeben durch:
{\displaystyle p_{1}(\operatorname {Ad} (E))=-4c_{2}(E)\in H^{4}(B,\mathbb {Z} ).}
Im Gegensatz zum assoziierten Vektorbündel, einem komplexen Ebenenbündel, ist das adjungierte Vektorbündel also ein orientierbares reelles Vektorbündel dritten Ranges. Auch da {\displaystyle \operatorname {SU} (2)} bei vorderem durch einfache Multiplikation und bei hinterem durch Konjugation wirkt, sind die Vektorbündel verschieden. Eine Anwendung des adjungierten Vektorbündels ist auf die Zusammenhänge oder allgemeiner Lie-algebrenwertigen Differentialformen auf dem {\displaystyle \operatorname {SU} (2)}-Hauptfaserbündel:
{\displaystyle \Omega _{\operatorname {Ad} }^{k}(E,{\mathfrak {su}}(2))\cong \Omega ^{k}(B,\operatorname {Ad} (E))}

## Beispiele
- Per Definition des quaternionischen projektiven Raumes ist die kanonische Projektion {\displaystyle S^{4n+3}\twoheadrightarrow \mathbb {H} P^{n}} ein {\displaystyle \operatorname {SU} (2)}-Hauptfaserbündel. Mit {\displaystyle \mathbb {H} P^{1}\cong S^{4}} ist die komplexe Hopf-Faserung {\displaystyle h_{\mathbb {H} }\colon S^{7}\twoheadrightarrow S^{4}} ein wichtiger Spezialfall. Im allgemeinen Fall ist die klassifizierende Abbildung einfach die kanonsiche Inklusion:
{\displaystyle \mathbb {H} P^{n}\hookrightarrow \mathbb {H} P^{\infty }\cong \operatorname {BSU} (2).}
- Es gilt {\displaystyle S^{2n+1}\cong \operatorname {SU} (n+1)/\operatorname {SU} (n)}, also gibt es {\displaystyle \operatorname {SU} (2)}-Hauptfaserbündel {\displaystyle \operatorname {SU} (3)\twoheadrightarrow S^{5}}. Solche Hauptfaserbündel werden klassifiziert durch:[18]
{\displaystyle \pi _{5}\operatorname {BSU} (2)\cong \pi _{4}\operatorname {SU} (2)\cong \pi _{4}S^{3}\cong \mathbb {Z} _{2}.}

{\displaystyle \operatorname {SU} (3)\twoheadrightarrow S^{5}} ist das eindeutige nichttriviale Hauptfaserbündel, was etwa über die vierte Homotopiegruppe erfasst wird:
{\displaystyle \pi _{4}\operatorname {SU} (3)\cong 1,}
{\displaystyle \pi _{4}(S^{5}\times \operatorname {SU} (2))\cong \pi _{4}(S^{5})\times \pi _{4}(S^{3})\cong \mathbb {Z} _{2}.}
- Es gilt {\displaystyle S^{4n+3}\cong \operatorname {Sp} (n+1)/\operatorname {Sp} (n)}, also gibt es (mit {\displaystyle \operatorname {SU} (2)\cong \operatorname {Sp} (1)}) ein {\displaystyle \operatorname {SU} (2)}-Hauptfaserbündel {\displaystyle \operatorname {Sp} (2)\twoheadrightarrow S^{7}}. Solche Hauptfaserbündel werden klassifiziert durch:[18]
{\displaystyle \pi _{7}\operatorname {BSU} (2)\cong \pi _{6}\operatorname {SU} (2)\cong \pi _{6}S^{3}\cong \mathbb {Z} _{12}.}